# أدريان سيريو
أدريان سيريو (بالإنجليزية: Adrian Serioux)‏ (مواليد 12 مايو 1979 في سكاربورو) لاعب كرة قدم كندي دولي يجيد اللعب في خط الدفاع . يلعب حاليا لصالح نادي هيوستن دينامو الأمريكي منذ 2010 .